# 1979年バレーボール女子北中米選手権
1979年バレーボール女子北中米選手権（1979 Women's NORCECA Volleyball Championship）は、1979年にキューバのハバナで開催された、北中米バレーボール連盟主催の第6回バレーボール北中米選手権女子大会。
出場国は7カ国。キューバが4大会連続4回目の優勝を飾った。

## 出場国
- バハマ
- カナダ
- キューバ
- ドミニカ共和国
- グアテマラ
- メキシコ
- アメリカ合衆国

## 最終結果
| 1979年女子北中米選手権優勝国 |
| ---------------------------- |
| · キューバ · 4大会連続4回目  |

| 順位 | 国             |
| ---- | -------------- |
| 1    | キューバ       |
| 2    | アメリカ合衆国 |
| 3    | メキシコ       |
| 4    | カナダ         |
| 5    | ドミニカ共和国 |
| 6    | バハマ         |
| 7    | グアテマラ     |